# Janko Polić Kamov
Janko Polić Kamov (17. listopadu 1886, Rijeka – 8. srpna 1910, Barcelona) byl chorvatský básník, dramatik a romanopisec, představitel chorvatské literární moderny.

## Život

### Dětství
Kamov se narodil v Rijece v rodině obchodníka jako Janko Mate Vinko Polić. Jeho otec byl liberálně smýšlejícím vlastencem, a tak se malý Janko již v brzkém věku setkával s chorvatskými umělci všeho druhu – v rodině Polićových se často recitovalo básně, hrálo divadlo a zpívaly vlastenecké písně. Budoucí spisovatel od mala četl nejen knihy psané chorvatsky, ale také se seznámil s díly italských revolucionářů či klasickou poezií. Základní školu dokončil v roce 1897 s vyznamenáním, i když na doby svých školních let vzpomíná s odporem jako na dobu, kdy z něj chtěla katolická církev a stát učinit otroka svých zájmů. Již tehdy se začínala projevovat jeho buřičská povaha, kterou podpořilo také svobodomyslné domácí prostředí.

### Buřičská léta dospívání

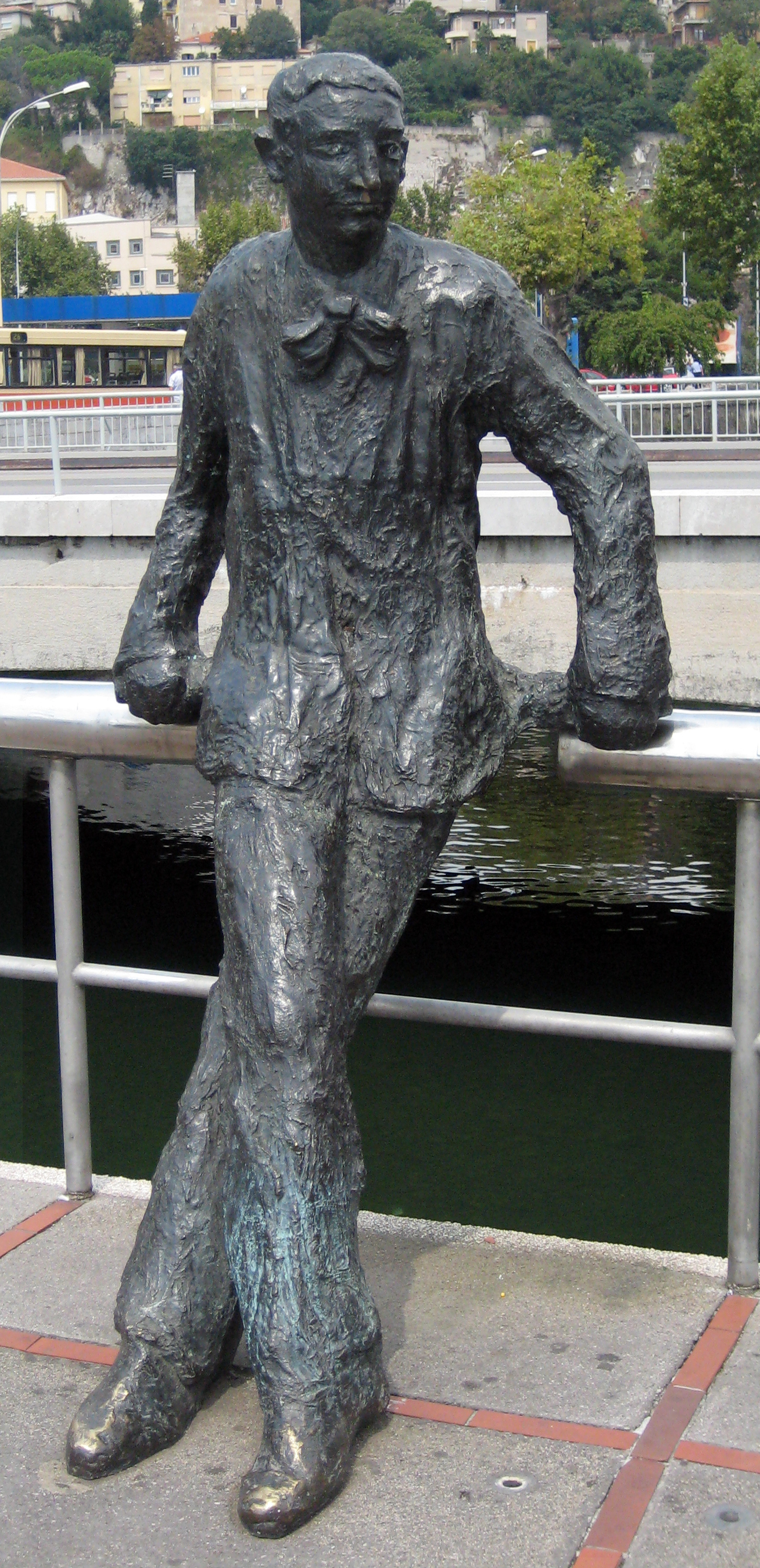
Janko Polic Kamov (Rijeka)

Janko Polić se začal pokoušet o vlastní autorské texty pod pseudonymem Moimir Trsatski v časopise Soko, jenž psal pro obveselení své rodiny se svými bratry Milutinem a Nikolou. Na gymnáziu pak založil se spolužáky tajný spolek Cefas, v němž se kromě literatury a kultury jeho členové zabývali myšlenkami anarchismu. Mimo jiné měli šílený plán, podle nějž chtěli od Chorvatů v Americe získat prostředky na nákup výbušnin a vyhodit do povětří celé Chorvatsko, aby v nastalém chaosu uskutečnili revoluci. Janko Polić pro svou odbojnou povahu začal mít problémy ve škole, až byl nakonec z rijeckého gymnázia vyloučen a nucen dostudovat v Senji, kde byl ubytován v klášteře. I odtud však byl vyloučen a poslední pokus dokončit střední školu uskutečnil v Záhřebu, což se mu také nepodařilo. Seznámil se s místní bohémou, obcházel divoké večírky, nevěstince a jednoho dne se přidal k potulné herecké společnosti, s níž odjel z města. Za několik měsíců se vrátil do Záhřebu. Tehdy mu bylo teprve 18 let.

### Život v zahraničí
Po smrti rodičů se Janko Polić vydal do Benátek, kde bydlel se svým bratrem, jenž tam studoval hudební kompozici. Již tehdy se u něj objevila tuberkulóza kostí. Na stejnou nemoc po dvou letech zemřel právě jeho bratr Milutin. Polić psal, ale živořil. Během svého benátského pobytu napsal v roce 1906 román Isušena kaljuža (Vyschlá kaluž), který vyšel až o 50 let později. Posléze se toulal Itálií, střídavě žil v Římě, Florencii či Miláně.

### Vstup do literatury
V roce 1907 se vrátil do Záhřebu poté, co prodělal těžké plicní onemocnění. Marně se pokoušel vydat své texty, až mu na pomoc přišel jeho bratr Vladimir. V rychlém sledu vydal dvě sbírky básní Psovka (Nadávka) a Ištipana hartija (Vyrvaná stránka) a dvě dramata Tragedija mozgova (Tragédie mozků) a Na rodnoj grudi (Na rodné hroudě).

### Prokletý Chámův syn
Vydání Polićových sbírek způsobilo v Záhřebu šok. Básníkova buřičská povaha se přetavila v jeden z nejoriginálnějších uměleckých opusů dějin chorvatské literatury. Jeho díla jsou naplněná hněvem, nenávistí vůči šosácké maloměšťácké morálce, církvi i dějinám národa, erotikou, sarkasmem a černým humorem. Tehdy také Polić přijal pseudonym Kamov, tedy Chámův syn, podle biblické postavy Noemova syna Cháma, jehož Noe proklel. Definitivně se tak Kamov stal prvním a jediným prokletým básníkem chorvatské moderny. Dobová kritika jeho díla sepsula jako megalomanské ohavnosti. Bydlel se svým bratrem a dál psal, ale jeho dramata Lakrdija naše dobe (Fraška naší doby), Žene, žene (Ženy, ženy) a Mamino srce (Matčino srdce) divadla jednoznačně odmítala. Více se mu dařilo jako novináři – o jeho cestopisné texty měly zájem četné noviny a časopisy. Honoráře však dostával nepravidelně, a tak se vydal opět do zahraničí.

### Poslední cesta a smrt
Kamov cestoval Itálií, Francií, až se v roce 1910 dostal do Barcelony. Zde napsal poslední články a po třídenní agónii zemřel ve špitále pro chudé a sirotky. Pohřben byl v neoznačeném masovém hrobě. V budově špitálu, v němž vydechnul naposledy ve věku nedožitých 24 let, se dnes nachází Katalánská národní knihovna.

### Odkaz
Janko Polić Kamov po sobě zanechal jen několik literárních textů. Ve své době byl nepochopen, odmítán a označován hanlivými přívlastky jako nejstrašlivější chorvatský básník či mistr temné kletby. Jeho dílo, vyznačující se originalitou a nesmírným sebevědomím, se však po právu zařadilo do kánonu chorvatské literatury, a snese srovnání s takovými jmény jako byli Charles Baudelaire nebo Arthur Rimbaud.

## Dílo

### Poezie
- Psovka (1905)
- Ištipana hartija (1907)

Obě Kamovovy sbírky jsou psány v zpěvném duchu a přinášejí šokující témata a obrazy. Jsou plné temnoty, smrti, ironie a znevažování hodnot, které tehdejší kulturní veřejnost zastávala. Je jim cizí vlastenectví a tzv. slavná historie. Naopak, Kamov se upíná k všemocné síle přírody a zejména smrti.

### Próza
Isušena kaljuža je formálně těžko uchopitelný román, v němž je minimalizován děj a vypravěč vyjadřuje své pocity zhnusení ze společnosti, v níž žije. Jde o existencialistický filozofický román, v němž autor brilantně buduje osobnost hlavního hrdiny. Kamov se v něm také vypořádává s tehdejšími literárními poměry v Záhřebu. O jeho nepochopení svědčí i to, že byť napsán v letech 1906–1907, vyšel knižně až v roce 1956.

### Drama
- Mamino srce
- Samostanske drame
- Čovječanstvo

## České překlady
- Darmošlap (Bitanga), přeložil Jan Doležal, Runa, Praha 2012 (výbor z povídek vč. titulní novely)
- Vysušená kaluž (Isušena kaljuža), přeložil Jaroslav Geraskov Otčenášek, Academia, Praha 2022 (překlad obdržel v roce 2023 anticenu Skřipec, udělovanou Obcí překladatelů za nekvalitní a jinak problematické překladové počiny, a byl následně stažen z prodeje[1])